# Clădirea fostei bănci agricole (Mereni)
Clădirea fostei bănci agricole este o clădire amplasată în Mereni, raionul Anenii Noi, Republica Moldova. Este un monument arhitectural de importanță națională inclus în Registrul monumentelor Republicii Moldova ocrotite de stat cu nr. 114 (raionul Anenii Noi). Datează din 1908-1909.